# Dacre Stoker
Dacre Calder Stoker (Montreal, Quebec, 23 de agosto de 1958) es un exatleta y escritor canadiense. Sobrino bisnieto de Bram Stoker, participa en la gestión de la propiedad intelectual del escritor irlandés. Ha escrito una secuela de Drácula, inspirada en parte en notas manuscritas de su antepasado.

## Trayectoria deportiva
En 1978 y 1979 forma parte de la selección nacional canadiense en el Campeonato Mundial Junior de Pentatlón moderno. También en 1979 participa en el Campeonato Mundial Senior de esta especialidad.
En 1980 es seleccionado para representar al equipo olímpico canadiense en los Juegos Olímpicos de Moscú, en los que no podrá participar debido a que Canadá se sumaría al boicot promovido por EE. UU.. En 1988 es designado entrenador del equipo masculino canadiense en los Juegos Olímpicos de Seúl.

## Escritor
En 2009 presentó su primera novela, Dracula the Undead (Drácula, el no muerto), una secuela de Drácula (1897), y fruto de su colaboración con Ian Holt. Está basada en una investigación realizada por él mismo sobre notas manuscritas que Bram Stoker elaboró durante la creación de su célebre Drácula acerca de las tramas y personajes de la novela. En 2009 fue elegida como finalista del premio a la mejor primera novela, otorgado por The Thriller Writers Association.

## Gestión del legado de Bram Stoker
Dacre Stoker tiene un papel destacado en la transmisión del legado de su tío bisabuelo, ocupando un lugar central en la promoción de la Bram Stoker Estate, entidad dedicada a la investigación genealógica e historiográfica sobre la familia Stoker. Además de sus múltiples apariciones en medios de comunicación y congresos de todo tipo, ha prologado los siguientes libros:
2010: Dracula in Visual Media: Film, Television, Comic Book and Electronic Game Appearances, 1921-2010. John Edgar Browning, Caroline Joan Picart. McFarland Publisher. ISBN 9780786433650
2010: Dracula: The Legend. Dacre Stoker, Neagu Djvura, Ricardo Borja Soria Cáceres, Jesús Palacios. Artec Impresiones. ISBN 9788489183506
2009: Harker, from the pages of Bram Stoker’s Dracula. Tony Lee, Neil van Antwerpen, Peter-David Douglas. Marcosia Publisher. ISBN 9781905692354